# يان هوفمان (لاعب كرة قدم)
يان هوفمان (بالألمانية: Jan Hoffmann)‏ (1 سبتمبر 1979 في ألمانيا - ) هو لاعب كرة قدم ألماني في مركز الوسط. لعب مع غرويتر فورت وهولشتاين كيل ويان ريغينسبورغ ونادي لوبيك ‏ ورويتلينغن 05 ‏.

## وصلات خارجية
- جان هوفمان على موقع قاعدة بيانات كرة القدم.إي يو (الإنجليزية)
- جان هوفمان على موقع بيانات كرة القدم. دي إي (الألمانية)
- جان هوفمان على موقع عالم كرة القدم.نت (الإنجليزية)